# London Cable Car
| IFS Cloud Cable Car | IFS Cloud Cable Car  |
| ------------------- | -------------------- |
|                     |                      |
|                     |                      |
| Eröffnung:          | 28. Juni 2012        |
| Betreiber:          | Transport for London |
| Streckenlänge:      | 1100 Meter           |
| Passagiere:         | 1.419.137 (2016)     |

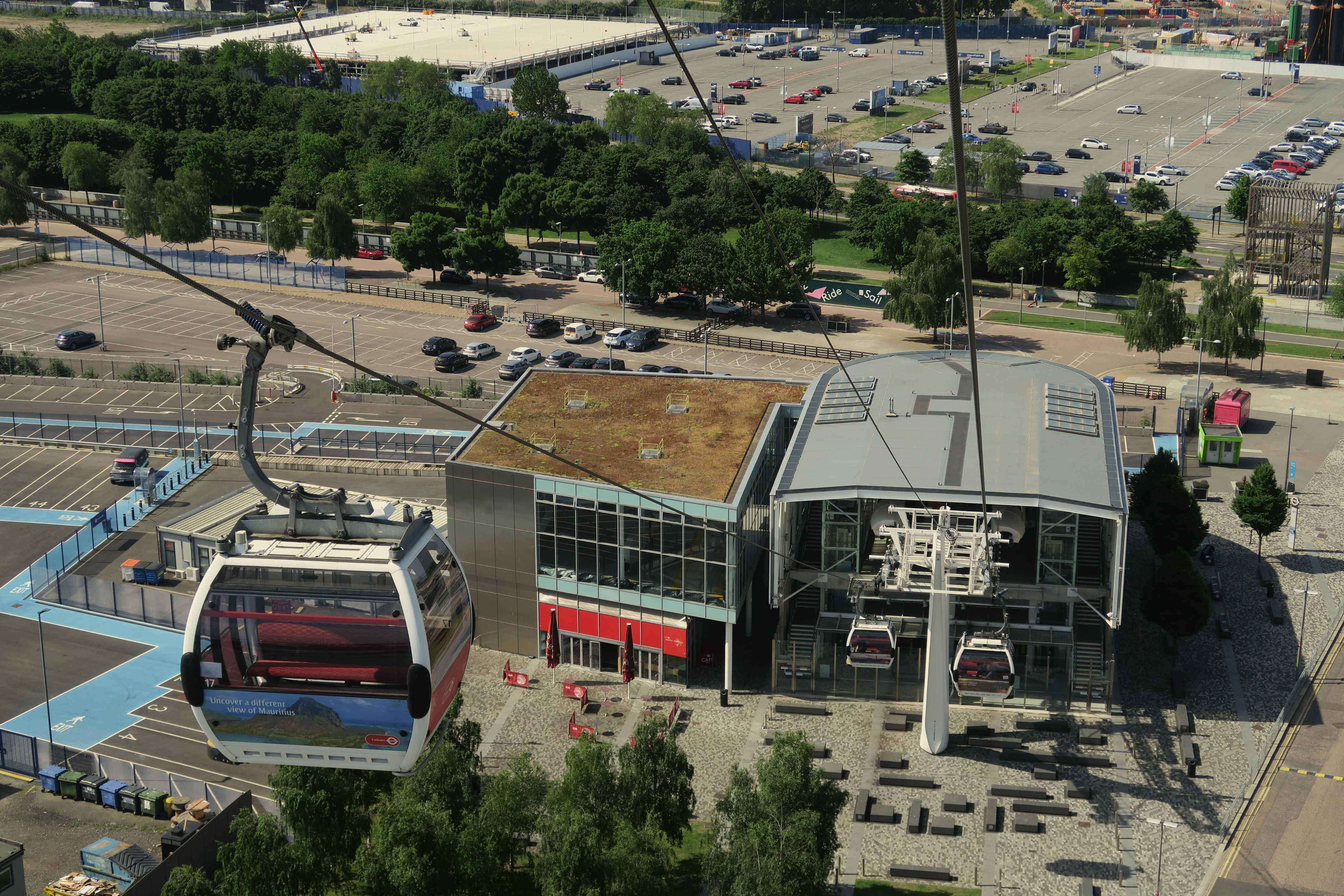
Blick auf die Station Greenwich Peninsula (2022)

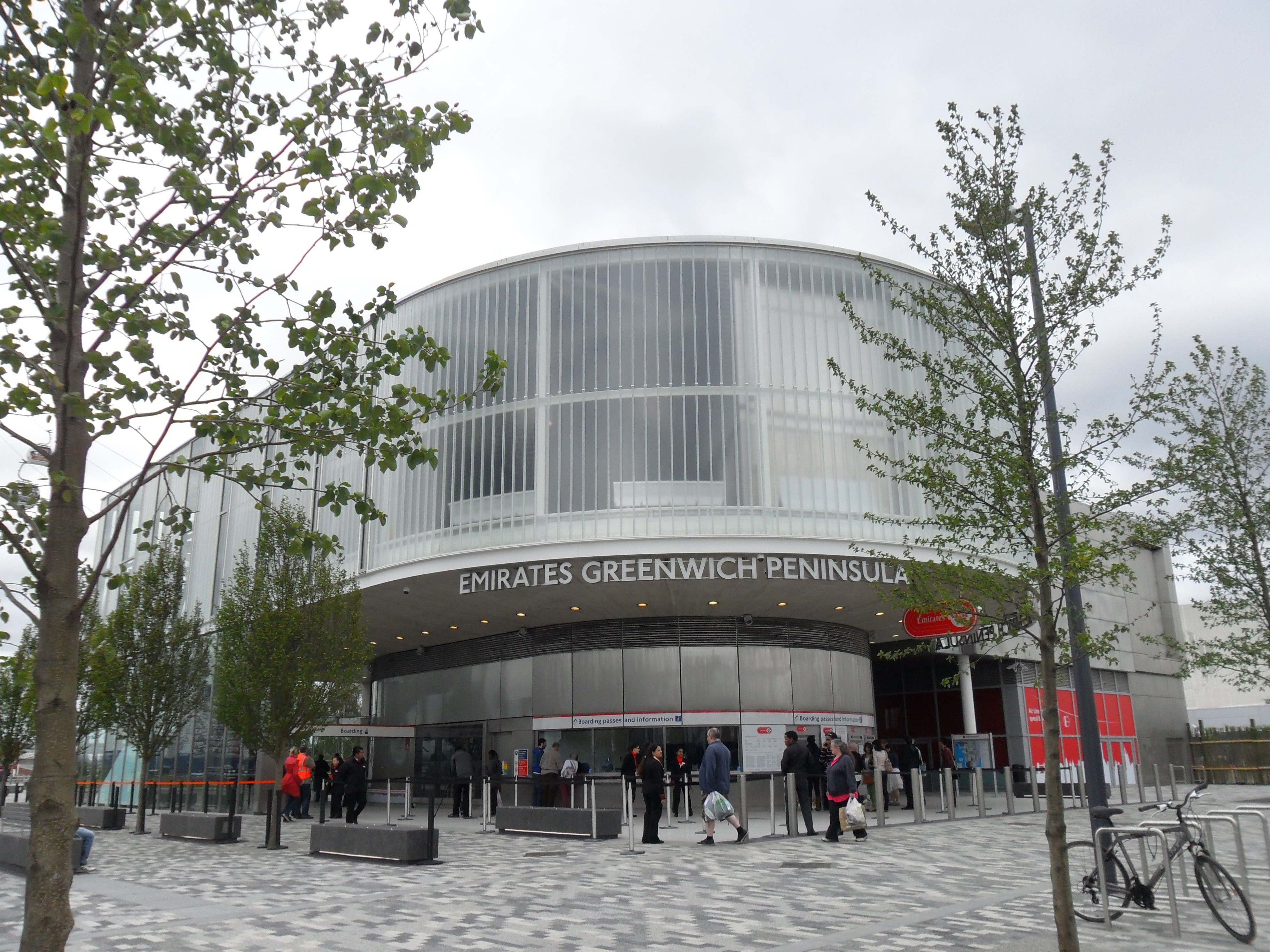
Station Greenwich Peninsula

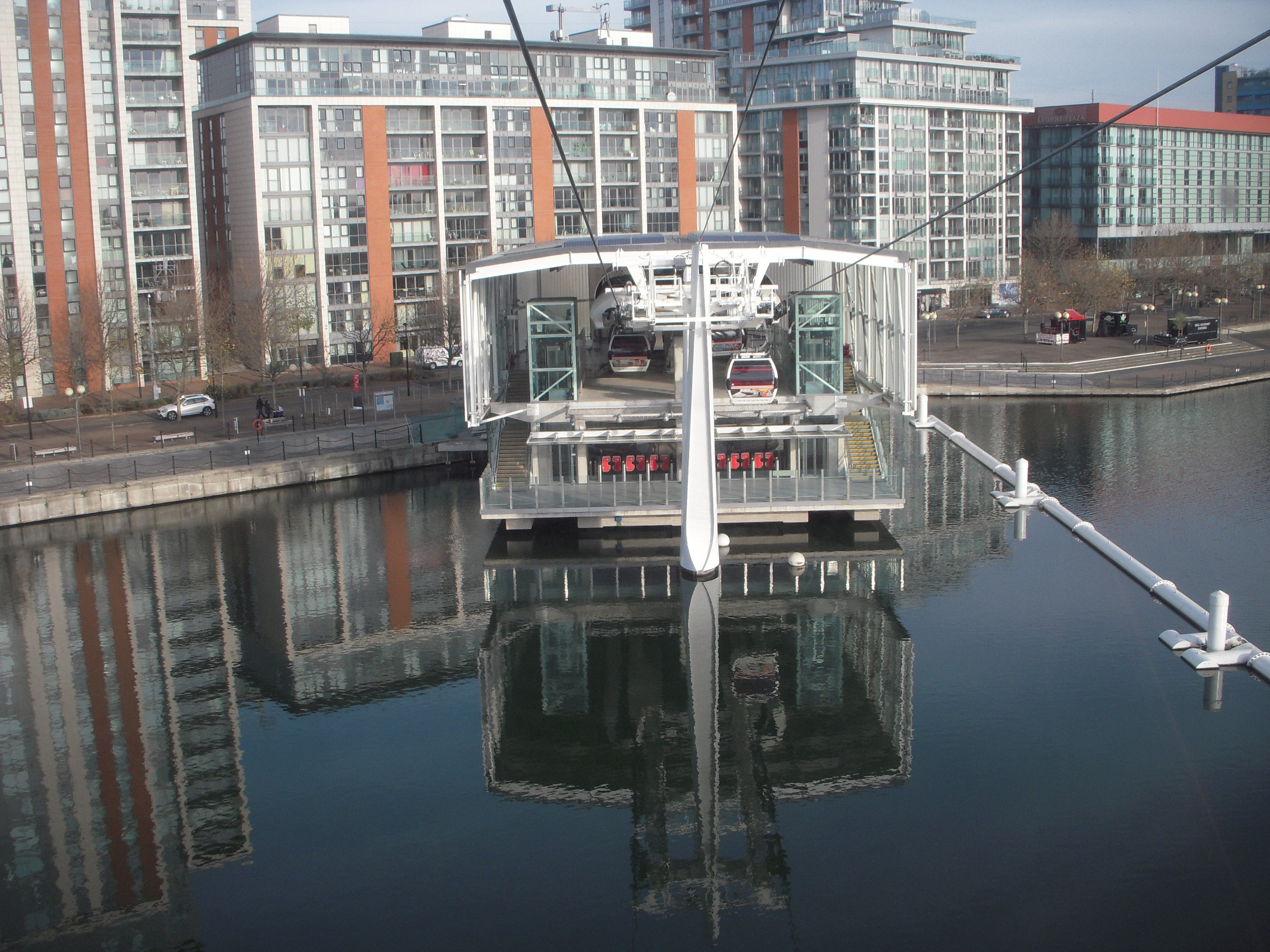
Blick auf die Station Royal Docks

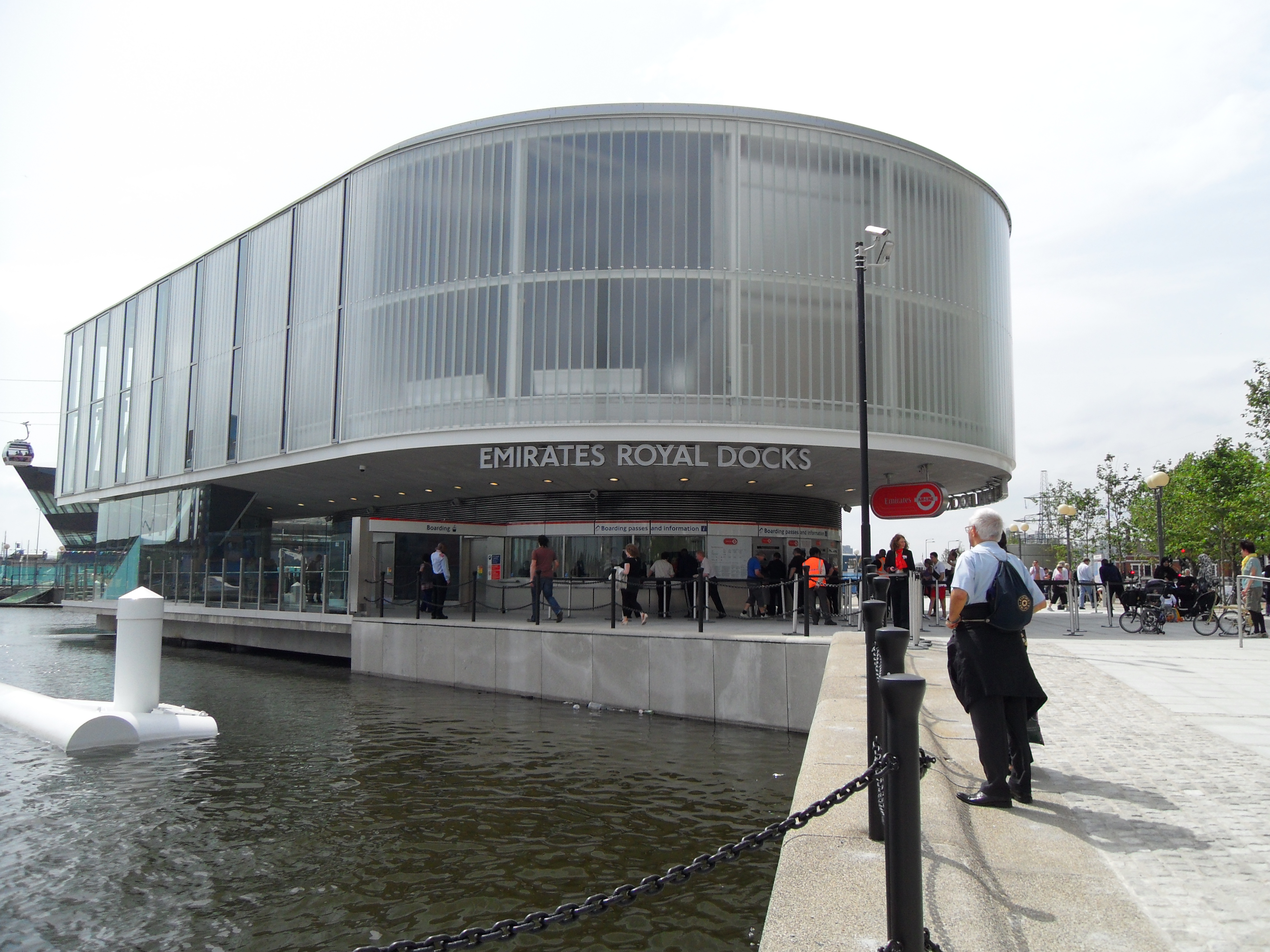
Station Royal Docks

London Cable Car ist eine Luftseilbahn, die im östlichen Teil Londons die Stadtteile Greenwich und Docklands verbindet und zwischen den Haltestellen Greenwich Peninsula und Royal Docks die Themse überquert. Sie wurde am 28. Juni 2012 als erste städtische Seilbahn im Vereinigten Königreich vor den Olympischen Sommerspielen eröffnet. Von 2012 bis Juni 2022 sponserte Emirates den Betrieb unter der Bezeichnung Emirates Air Line. Seit Oktober 2022 sponsert Industrial and Financial Systems den Betrieb als IFS Cloud Cable Car.

## Stationen

### Greenwich Peninsula
Lage 51° 29′ 58,9″ N, 0° 0′ 30″ O
Die südwestliche Station (auch als Greenwich Peninsula bezeichnet) liegt in der Nähe des The O₂ (bis 2005 Millennium Dome), in dem bei den Olympischen Spielen 2012 unter anderem die Wettbewerbe im Gerätturnen und die Basketball-Endspiele stattfanden. Hier liegt die Station North Greenwich der Jubilee Line der London Underground in der Nähe, ebenso der North Greenwich Pier der Fährlinien des London River Services.

### Royal Docks
Lage: 51° 30′ 28″ N, 0° 1′ 5,2″ O
Der nordöstliche Endpunkt der Strecke (auch Royal Docks) befindet sich auf der Nordseite des Royal Victoria Dock. In der Nähe liegt das ExCeL Exhibition Centre, das Schauplatz der olympischen Kampfsportwettbewerbe und des Gewichthebens war. Es besteht eine Übergangsmöglichkeit zur Docklands Light Railway an der Station Royal Victoria (DLR).

## Technische Daten
- Bauart: kuppelbare Einseilumlaufbahn, linksfahrend (Hersteller: Doppelmayr/Garaventa, Wolfurt/Goldau)
- Gondeln: 34 Stück für je zehn Personen und je zwei Fahrräder, rollstuhlgeeignet (Hersteller CWA Constructions SA, Olten, Typ Omega 4, 10 LWI)
- Stationsabstand: etwa 1000 Meter
- schräge Seilstrecken-/Fahrbahnlänge: 1103 m
- Vertikale Höhe: 77,3 m
- Durchfahrtshöhe: ca. 50 m über dem Wasserspiegel der Themse
- Förderseil: 50 mm Durchmesser, Typ Stabilo 8×36 Warrington Seale compacted (Hersteller: Fatzer AG Drahtseilwerk, Romanshorn)
- Beförderungsleistung: 2500 Personen je Stunde und Richtung bei einer maximalen Fahrgeschwindigkeit von 6,0 m/s[4] (= 21,6 km/h)
- Fahrzeit: fünf bis dreizehn Minuten (einfach), je nach tageszeitabhängiger Fahrgeschwindigkeit (siehe Abschnitt Betrieb).
- Seilbahnstützen: drei Stück (zwei in den Docklands, eine in der Themse am Südufer gelegen)

## Kosten und Finanzierung
Die Baukosten für das Projekt betrugen anstatt der ursprünglich veranschlagten 25 Millionen Britische Pfund letztlich ca. 60 Millionen ₤ (zum Zeitpunkt der Eröffnung rund 76 Mio. €), davon wurden 36 Mio. ₤ (rund 46 Mio. €) von dem Sponsor Emirates getragen. Generalunternehmer für die Errichtung war der britische Baukonzern Mace, der seilbahntechnische Teil kam vom österreichischen Seilbahnhersteller Doppelmayr.

### Sponsoring
Die auf zehn Jahre angelegte Sponsorenschaft der Fluggesellschaft Emirates ab 2012 beinhaltete die Namensrechte an der Linie und den Stationen und die Aufnahme des Logos der Seilbahnlinie mit dem Sponsorennamenszug Emirates in den offiziellen Liniennetzplan der TfL und weitere Werbematerialien. Dies war das erste Mal, dass Einrichtungen des Londoner Verkehrsnetzes offiziell den Namen einer Fluggesellschaft trugen. Emirates ist die staatliche Fluggesellschaft von Dubai, einem Emirat/Teilstaat der Vereinigten Arabischen Emirate. Sie zahlte jährlich 3,6 Millionen ₤ an TfL, die zur teilweisen Deckung der Betriebskosten verwendet wurden.
Nachdem Transport for London zunächst keinen neuen Sponsor gefunden hatte, hieß die Seilbahn ab dem Auslaufen des Vertrags im Juni 2022 London Cable Car.
Der Enterprise-Softwareanbieter IFS Aktiebolag mit Hauptsitz in Linköping sponsert ab Oktober 2022 den Betrieb. Er soll eine Million Pfund für zunächst zwei Jahre zahlen.

## Betrieb
Die Seilbahn wird unter der Regie von Transport for London (TfL) betrieben. In den ersten zweieinhalb Betriebsjahren kam es zu 354 Betriebsunterbrechungen mit einer Dauer von wenigen Minuten bis zu neun Stunden. Diese summierten sich auf insgesamt 520 Betriebsstunden oder umgerechnet 37 Betriebstage. In 249 Fällen war zu starker Wind der Grund.

### Betriebszeiten
Der Fahrbetrieb beginnt werktags um 7 Uhr, samstags um 8 Uhr und sonntags um 9 Uhr. Regulärer Betriebsschluss ist im Sommer (April bis September) um 21 Uhr, im Winter um 20 Uhr. Bei bestimmten Ereignissen – wie beispielsweise während der Olympischen und Paralympischen Spiele – ist Betrieb bis 24 Uhr vorgesehen. Außerhalb der Hauptverkehrszeiten wird von 10 bis 15 Uhr die Fahrgeschwindigkeit der Bahn reduziert und die Fahrzeit für eine einfache Strecke von fünf auf zehn Minuten verdoppelt („extended journey time“), sofern das Verkehrsaufkommen dies zulässt. Nach 19 Uhr wird die Geschwindigkeit weiter auf zwölf bis dreizehn Minuten reduziert („night time experience“).

### Fahrpreise
Im Jahr 2025 beträgt der Fahrtarif für eine Einzelfahrt für Erwachsene 7 £. Kinder vom fünften bis zum fünfzehnten Lebensjahr bezahlen 3.50 £. Kinder bis zum vollendeten fünften Lebensjahr fahren kostenfrei. Bei einem Round Trip, einer Hin- und Rückfahrt verdoppelt sich der Preis entsprechend. Eine Ermäßigung für Inhaber einer Oyster-Card oder Travelcard existiert nicht mehr. Ein Block mit zehn Einzelfahrten kostet für Erwachsene 19 £.

### Kritik
Inhaber einer Travelcard, einem Zonenabonnement mit einer Gültigkeitsdauer zwischen einem Tag und einem Jahr zur uneingeschränkten Benutzung der öffentlichen Verkehrsmittel Londons, erhalten auf der Air Line nur den Oystercard-/Travelcard-Rabatt, müssen den Seilbahn-Fahrpreis selbst aber zusätzlich zu dem bereits entrichteten Verbundtarif bezahlen, obwohl ein Teil der immensen Baukosten der Seilbahn aus dem Budget der TfL und somit aus Steuermitteln bestritten wurde. Ob die Anlage unter diesen tariflichen Voraussetzungen und auch aufgrund ihrer fraglichen verkehrlichen Bedeutung auf Dauer ein integraler Bestandteil des Londoner Personennahverkehrs – insbesondere als attraktives Transportmittel für Pendler – werde, sei ungewiss.